# Eigentliche Kolibris
Die Eigentlichen Kolibris (Trochilinae) bilden in der traditionellen Systematik gemeinsam mit den Eremiten (Phaethornithinae) als Unterfamilien die Familie der Kolibris (Trochilidae). Neuere taxonomische Untersuchungen stellen die Systematik der Kolibris anders dar und teilen sie in neun Hauptkladen auf.